# Plaza del mercado de Bremen
La plaza del Mercado de Bremen es una plaza situada en el centro histórico de la ciudad hanseática de Bremen, al norte de Alemania. Como espacio de la vida urbana se llama Marktplatz, como dirección postal Am Markt ("junto al mercado"). Es una de las plazas públicas más antiguas de la ciudad. Tiene una superficie de 3484 m².
En el año 2004, fueron nombrados de esta plaza el edificio del ayuntamiento y la estatua de Rolando, Patrimonio de la Humanidad por la Unesco.

## Historia

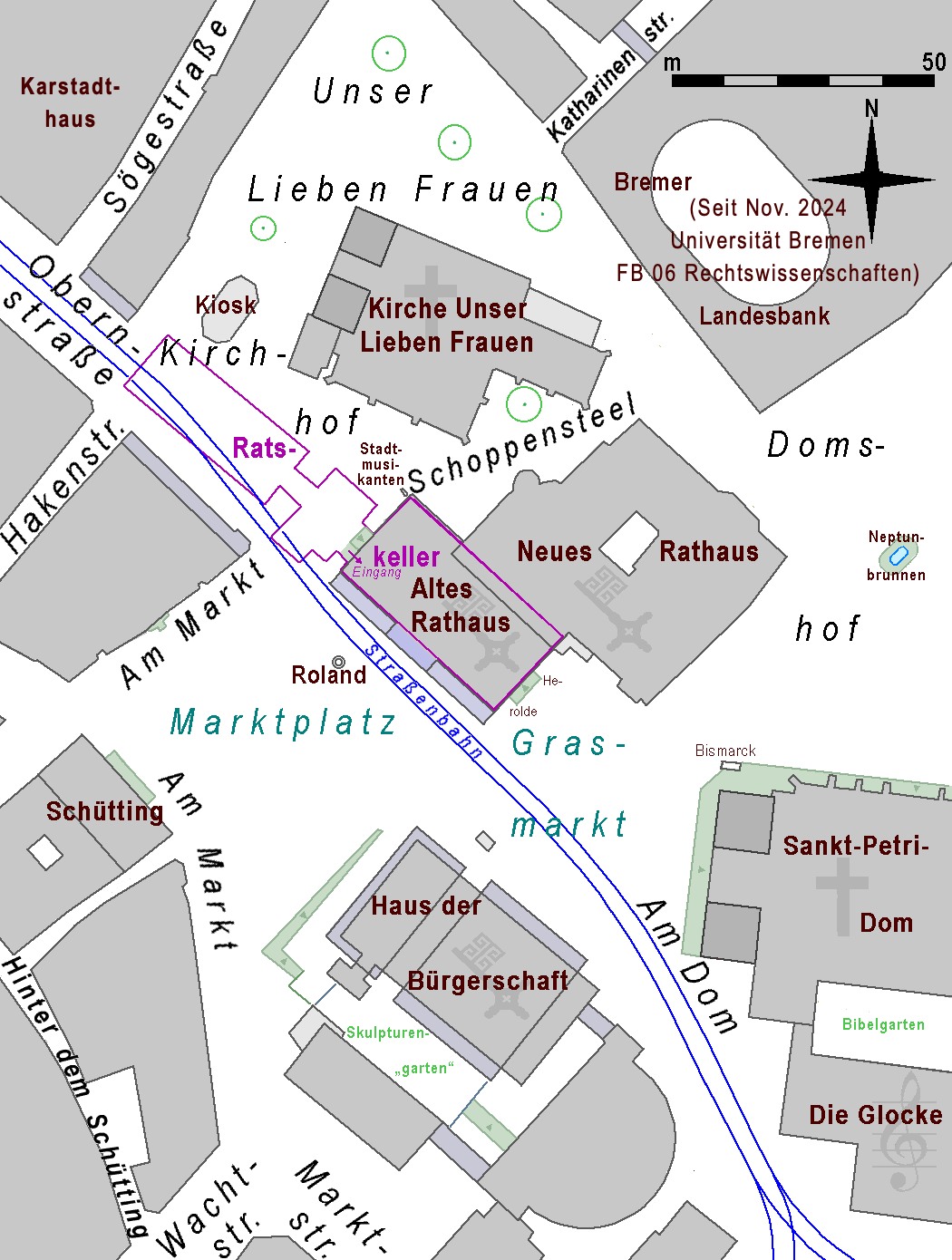
La plaza del mercado con el Roland en el centro de Bremen entre el ayuntamiento de Bremen, el Schütting y el edificio de la Bürgerschaft, al oeste de la Catedral de San Pedro

Durante los primeros siglos de la existencia de Bremen había dos lugares de actividades de mercado, el lugar junto a la parroquia de San Vito estaba más seguro de inundaciones, pero el lugar junto a la Balge estaba mejor por el tráfico de barcas, tráfico marítimo de los Frisones y navegación fluvial a la Weser superior y al Río Aller. La Balge estaba un brazo de la Weser y sirvió como el puerto primero de Bremen. Había dos secciones: En la sección noroeste la ribera derecha estaba suficientemente alto por habitar allí. En esta sección se desarrolló la Langenstraße ("calle longa"). En la sección sudeste la ribera estaba más baja, estaba más fácil trazer las barcas sobre la tierra. Allí desarrolló un mercado fluvial, el inicio de la plaza del mercado de hoy.
La edificación des casas en su lado noroeste ya comenzó en el siglo IX. Al este la plaza primeramente lindaba con el distrito fortificado de la catedral. La línea del borde externo del foso del castillo catedral más tarde estaba la línea de las fachadas de las casas. Cuando el puerto después de 1250 poco a poco fue movido a la rivera de la Weser misma, se edificó también casas a la rivera le la Balge.
Del tarde siglo XII al tarde siglo XIII el nivel de la plaza fue levantado en unas etapas, utilizando lodo de la Balge. Y también fue adoquinado. La plaza estuvo casi perfecto un siglo antes de la edificación del Ayuntamiento de Bremen al lado superior. En los primeros años del siglo XV también la primera estatua de Rolando fue erigida. Pocos años después del ayuntamiento, la corporación de los grandes comerciantes grandes edifica su sede, llamado Schütting al lado bajo de la plaza. 

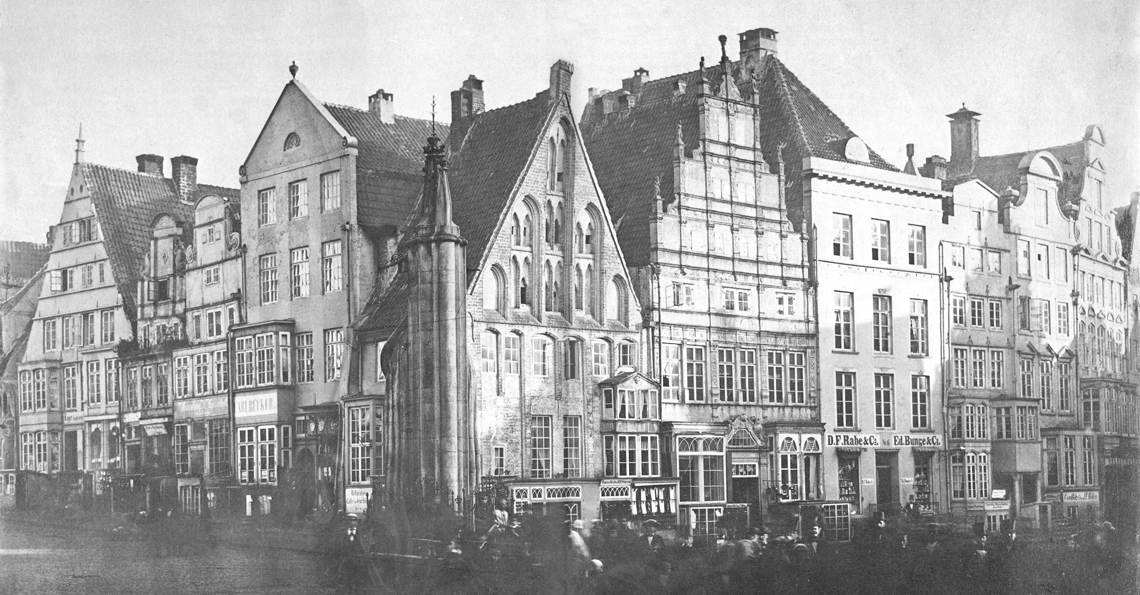
El barrio desplazado primeramente por la bolsa de valores y después por el edificio del parlamento

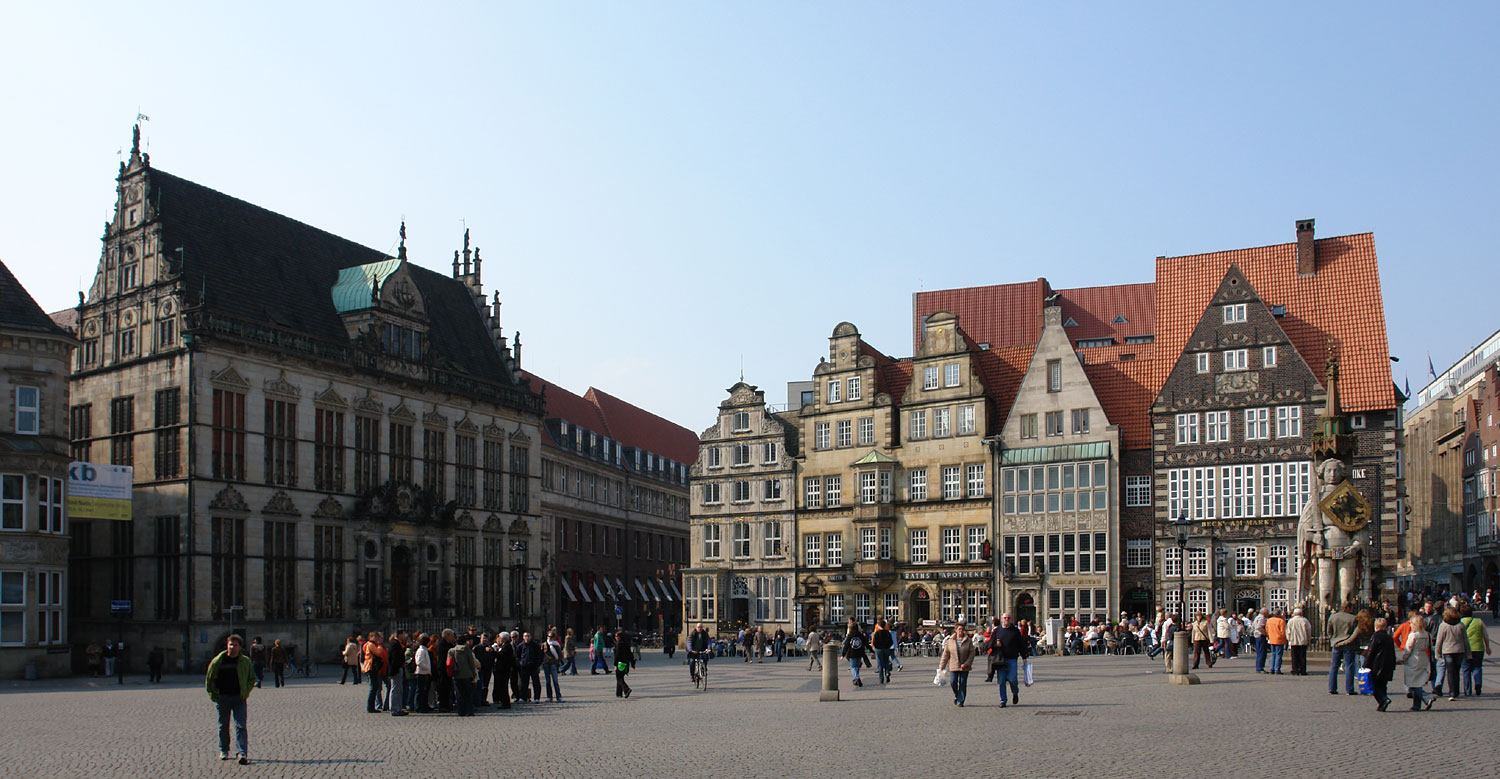
Vista del este

En 1860 al lado oriental el segundo edificio de la bolsa de valores fue erigido, sustituendo todo el barrio pequeño de San Wilehado.
En la Segunda Guerra Mundial, a pesar del ayuntamiento todas las casas junto a la plaza fueron destruidas. Después parte fueron reconstruidos, especialmente el Schütting. 
Un pináculo de un otro lugar en el barrio viejo de Bremen fue transferido a la plaza del mercado. Unos pináculos parecen típicos mas no están históricos. Cerca de 1960 había grandes discusiones sobre el uso del terreno de la bolsa. Mucha gente prefería la reconstrucción de varios pináculos destruidos, pero finalmente allí fue erigido el edificio moderno de la Bürgerschaft ("Casa de la Ciudadanía"), elaborado por Wassili Luckhardt. Fue inaugurado en 1966.

## Función actual

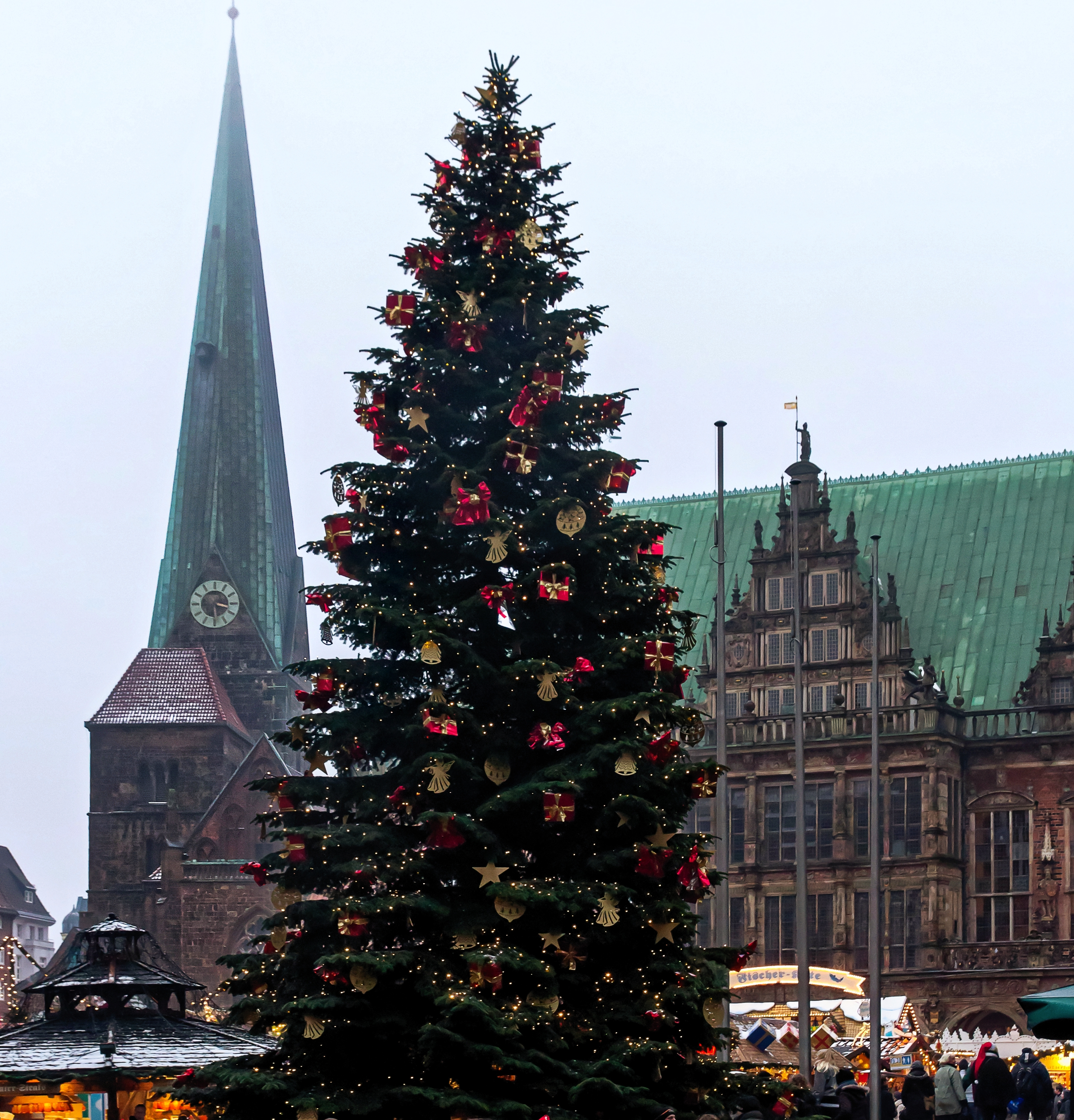
Vista al norte durante el mercado navideño

Al día de hoy los mercados cotidianos tienen lugar en una plaza vecina llamada el Domshof ("corte de la catedral"). En la plaza del mercado hay mercados o ferias anuales como el Freimarkt ("mercado libre") y el mercado navideño. Había muchas manifestaciones, pero en los últimas dos décadas manifestaciones demasiado controvertidas debían utilizar otras plazas y calles.